# Liste der Biografien/Fas
Liste der Biografien |
Portal Biografien |
Personensuche
# |
A |
B |
C |
D |
E |
F |
G |
H |
I |
J |
K |
L |
M |
N |
O |
P |
Q |
R |
S |
T |
U |
V |
W |
X |
Y |
Z |
?
 
Fa |
Fe |
Ff |
Fh |
Fi |
Fj |
Fk |
Fl |
Fm |
Fn |
Fo |
Fr |
Ft |
Fu |
Fy
 
Faa |
Fab |
Fac |
Fad |
Fae |
Faf |
Fag |
Fah |
Fai |
Faj |
Fak |
Fal |
Fam |
Fan |
Fao |
Fap |
Faq |
Far |
Fas |
Fat |
Fau |
Fav |
Faw |
Fax |
Fay |
Faz
Die Liste der Biografien führt alle Personen auf, die in der deutschsprachigen Wikipedia einen Artikel haben. Dieses ist eine Teilliste mit 309 Einträgen von Personen, deren Namen mit den Buchstaben „Fas“ beginnt.

## Fas
- Fäs, Rolf (1916–1983), Schweizer Feldhandballspieler

### Fasa
- Fasal, Hugo (1873–1941), österreichisch-US-amerikanischer Dermatologe, Abteilungsleiter und NS-Verfolgter
- Fasal, Paul (1904–1991), österreichisch-US-amerikanischer Dermatologe, Lepraforscher und NS-Verfolgter
- Fasala, Greg (* 1965), australischer Schwimmer
- Fasan, Martin (* 1959), österreichischer Politiker (Grüne), Landtagsabgeordneter
- Fasang, Anette Eva (* 1980), deutsche Soziologin und Hochschullehrerin
- Fasani, Franziskus Antonius (1681–1742), Franziskaner (OFM); in der katholischen Kirche als Heiliger verehrt
- Fasani, Remo (1922–2011), Schweizer Dichter, Schriftsteller, Literaturkritiker, Übersetzer und Hochschullehrer
- Fasano, Anthony (* 1984), US-amerikanischer American-Football-Spieler
- Fasano, John (1961–2014), US-amerikanischer Drehbuchautor, Filmproduzent, Filmregisseur und Schauspieler
- Fasano, Renato (1902–1979), italienischer Dirigent und Musikwissenschaftler
- Fasano, Ugo (1917–2002), italienischer Dokumentarfilmer
- Fasano, Walter (* 1970), italienischer Filmeditor und Drehbuchautor
- Fasavalu, Tama, samoanischer Fußballspieler

### Fasb
- Fasbender, Andreas (* 1957), deutscher Maler
- Fasbender, Christoph (* 1966), deutscher Altgermanist
- Fasbender, Karl von (1852–1933), bayerischer General der Infanterie
- Fasbender, Thomas (* 1957), deutscher Journalist und PublizistThomas Fasbender (* 1957)

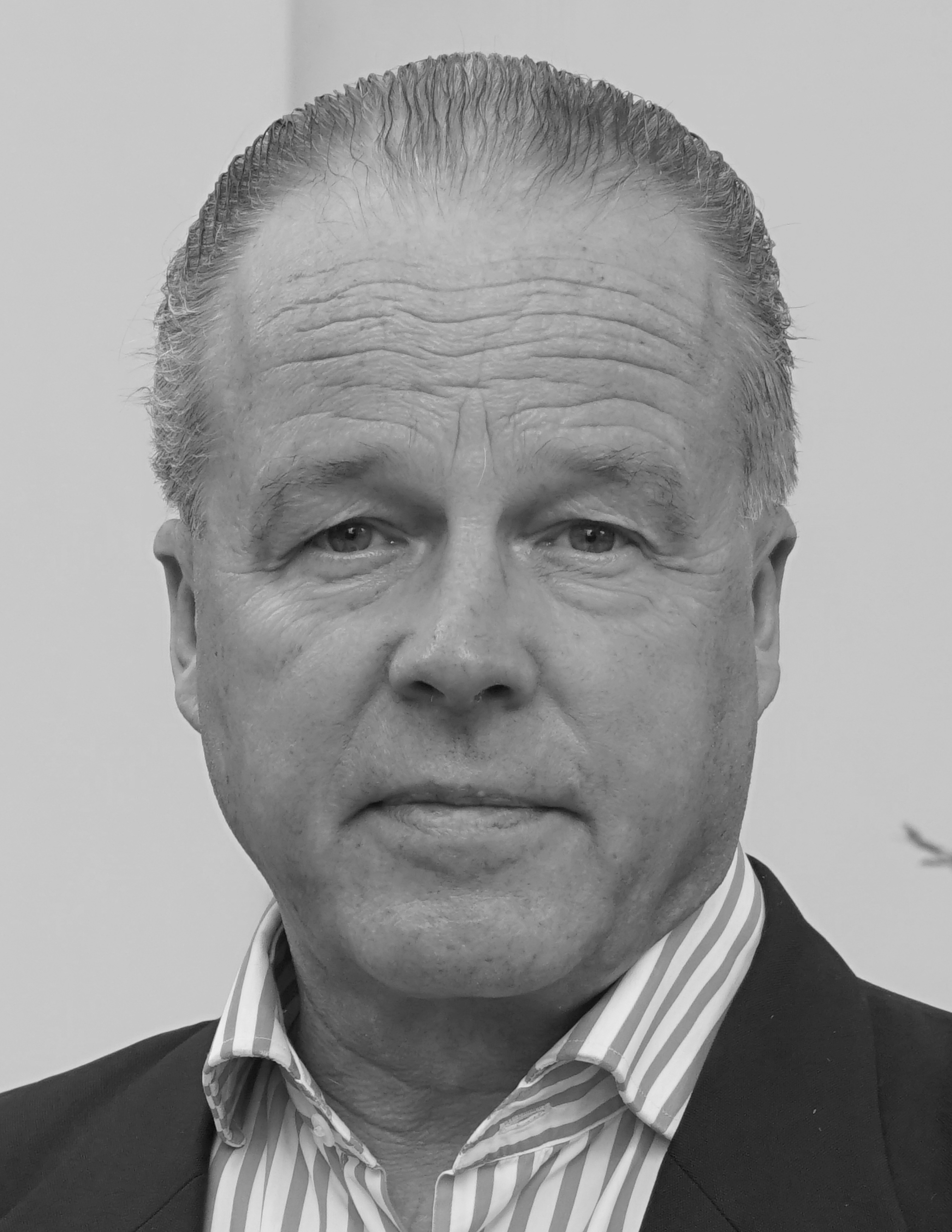
Thomas Fasbender (* 1957)

- Fasbender, Volker (* 1945), deutscher Jurist und Ordnungspolitiker
- Fasbinder, Martin (1792–1860), deutscher Gutsbesitzer und Politiker

### Fasc
- Fascell, Dante (1917–1998), US-amerikanischer Politiker
- Fascetti, Eugenio (* 1938), italienischer Fußballspieler und -trainer
- Fasch, August Heinrich (1639–1690), deutscher Mediziner und Botaniker
- Fasch, Carl Friedrich Christian (1736–1800), deutscher Musiker
- Fasch, Johann Friedrich (1688–1758), deutscher Komponist
- Fäsch, Johann Rudolf (1680–1749), kursächsischer Architekt, Architekturtheoretiker und Ingenieuroffizier
- Faschaunerin, Eva (1737–1773), österreichische Bäuerin und verurteilte Mörderin
- Fasche, Lüder (* 1964), deutscher Kriminalbeamter und Gewerkschaftsfunktionär
- Fäscher, Ariane (* 1968), deutsche Politikerin (SPD), MdB
- Fascher, Erich (1897–1978), deutscher evangelischer Theologe und Politiker, MdV
- Fascher, Horst (* 1936), deutscher Manager und MusikpromoterHorst Fascher (* 1936)

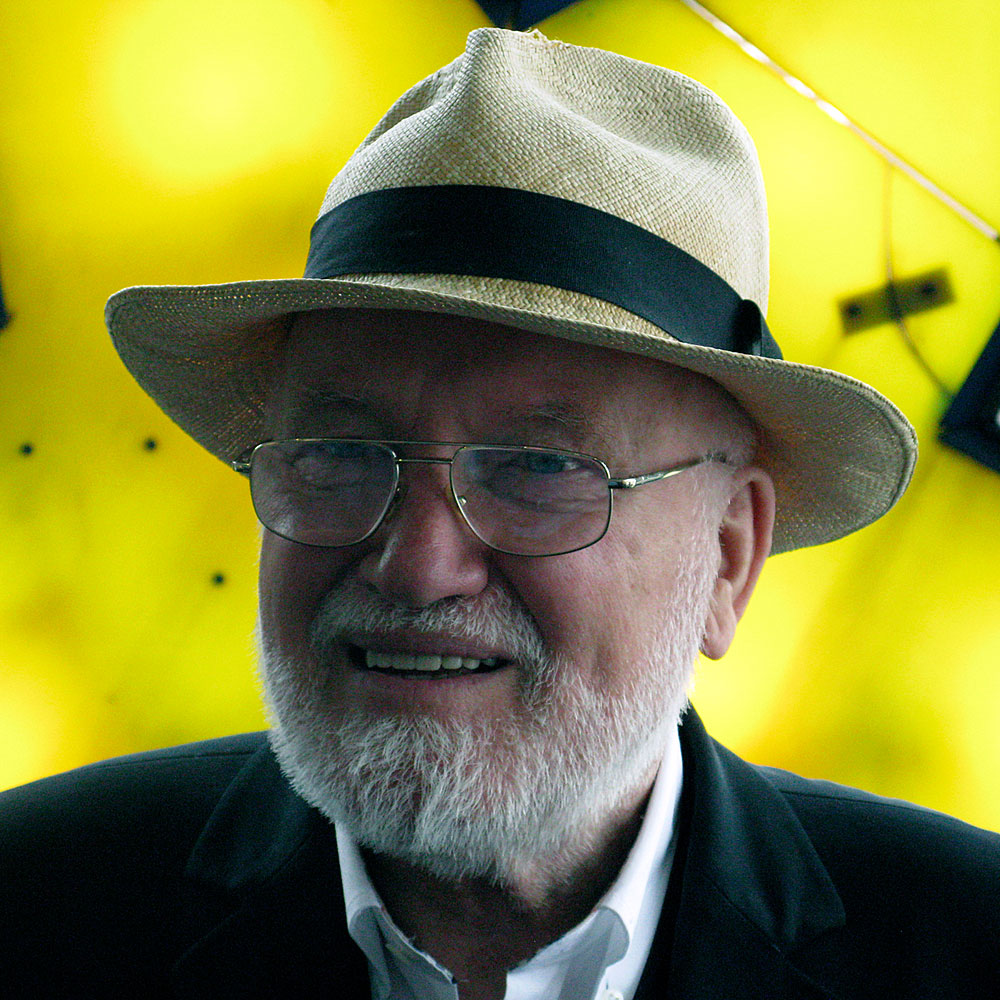
Horst Fascher (* 1936)

- Fascher, Marc (* 1968), deutscher Fußballtrainer
- Fascher, Willy (1912–1989), deutscher Fechter und Olympiateilnehmer
- Fasching, Beate (* 1982), österreichische Naturbahnrodlerin
- Fasching, Bernd (* 1955), österreichischer Maler und Bildhauer
- Fasching, Edwin (1909–1957), österreichischer Theologe
- Fasching, Fritz, österreichischer Judenretter und Gerechter unter den Völkern
- Fasching, Gerhard (1933–2017), österreichischer Elektroingenieur und Sachbuchautor
- Fasching, Hans W. (1923–2009), österreichischer Jurist, Richter und Universitätsprofessor
- Fasching, Heinrich (1929–2014), österreichischer Geistlicher, Weihbischof der Diözese St. Pölten
- Fasching, Hudson (* 1995), US-amerikanischer Eishockeyspieler
- Fasching, Johann (1847–1888), österreichischer katholischer Geistlicher und Autor
- Fasching, Maria (1897–1945), österreichische Widerstandskämpferin
- Fasching, Maria (* 1900), österreichische Judenretterin und Gerechte unter den Völkern
- Fasching, Mitzi, österreichische Judenretterin und Gerechte unter den Völkern
- Fasching, Paul (* 1951), österreichischer Politiker (ÖVP), burgenländischer Landtagsabgeordneter, Mitglied des Bundesrates
- Fasching, Peter (* 1963), österreichischer Internist
- Fasching, Wolfgang (* 1967), österreichischer Extremsportler
- Faschingbauer, Gerald (* 1976), deutscher Bauingenieur
- Faschinger, Lilian (* 1950), österreichische Schriftstellerin
- Faschon, Susanne (1925–1995), deutsche Schriftstellerin
- Fascina, Marta (* 1990), italienische Politikerin (Forza Italia)Marta Fascina (* 1990)

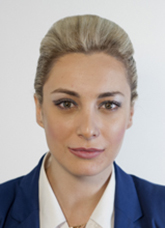
Marta Fascina (* 1990)

- Fasciotti, Eugenio (1815–1898), italienischer Diplomat und Politiker, Präfekt mehrerer Provinzen sowie Senator

### Fase
- Fasekasch, Alexander (* 1966), österreichischer zeitgenössischer Maler
- Fasel, Alexandre (* 1961), Schweizer Diplomat
- Fasel, Beat (* 1954), Schweizer Maler und Zeichenlehrer
- Fasel, Carola (* 1997), Schweizer Fussballspielerin
- Fasel, Charles (1898–1984), Schweizer Eishockeyspieler
- Fasel, Christoph (* 1957), deutscher Journalist
- Fasel, Georg (1675–1747), deutscher Prämonstratenserabt
- Fasel, Hugo (* 1955), Schweizer Politiker (CSP)
- Fasel, Jacques (* 1952), Schweizer Anarchist und Krimineller
- Fasel, René (* 1950), Schweizer Eishockeyfunktionär und -schiedsrichterRené Fasel (* 1950)

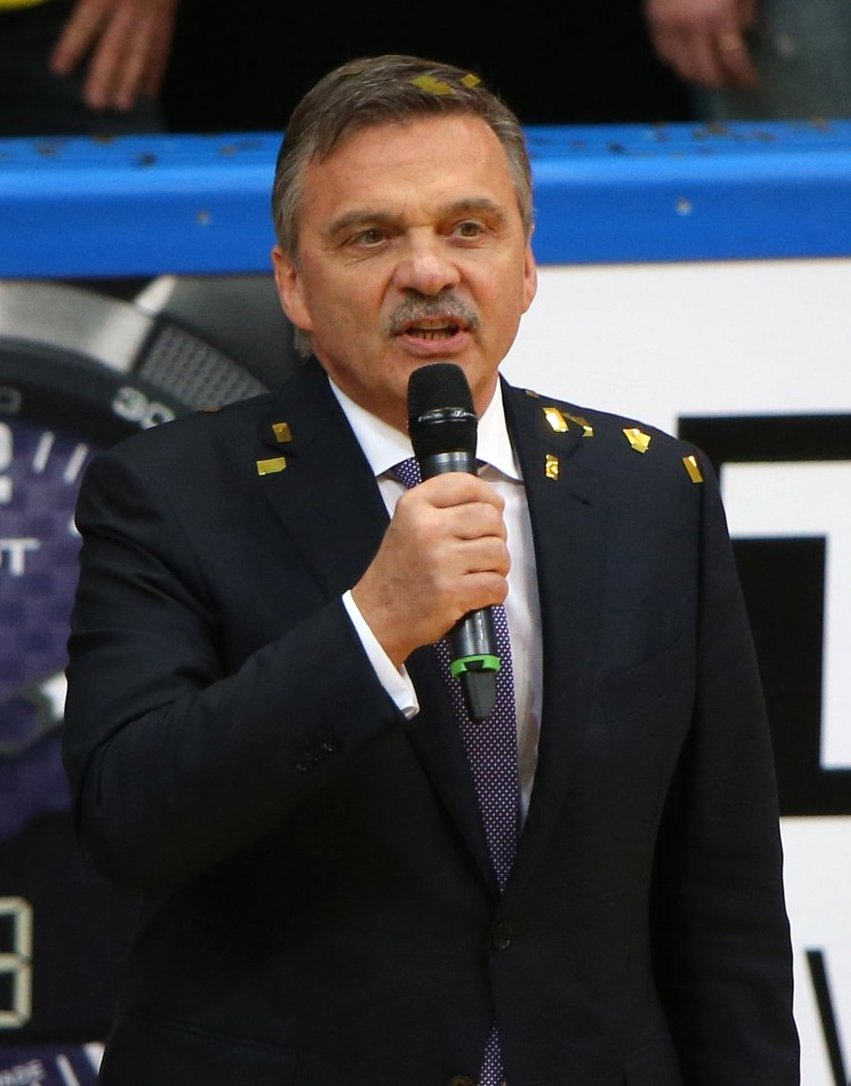
René Fasel (* 1950)

- Faselius, Johann Friedrich (1720–1767), deutscher Mediziner
- Faseth, Ernst (1917–2008), österreichischer Koch

### Fash
- Fash, Mike (* 1940), britischer Kameramann und Filmregisseur
- Fashandi, Seyed Mahmoudreza Miran (* 1974), iranischer Judoka
- Fashanu, John (* 1962), englischer Fußballspieler und Fernsehmoderator
- Fashanu, Justin (1961–1998), englischer Fußballspieler
- Fashawn (* 1988), US-amerikanischer Rapper
- Fashkhorani, Niloofar, iranische Stabhochspringerin
- Fashola, Babatunde (* 1963), nigerianischer Politiker

### Fasi
- Fasi, Frank (1920–2010), US-amerikanischer Politiker
- Fäsi, Johann Heinrich (1659–1745), Schweizer evangelischer Geistlicher
- Fäsi, Johann Kaspar (1769–1849), Schweizer Pädagoge, Historiker und Grossrat
- Fäsi, Johann Kaspar (1795–1848), russischer Generalleutnant, gebürtiger Schweizer
- Fäsi, Johann Konrad (1727–1790), Schweizer Pfarrer, Historiker und Geograph
- Fasig, Anton (1864–1940), deutscher Unternehmer
- Fasihi, Farzaneh (* 1993), iranische Sprinterin
- Fasiki, Zainab (* 1994), marokkanische Grafikerin, Illustratorin und Aktivistin für Frauenrechte
- Fasilides (1603–1667), Negus (Kaiser) von Äthiopien
- Fasina, Albert Ayinde (1939–2021), nigerianischer Geistlicher, römisch-katholischer Bischof von Ijebu-Ode
- Fasir, Ali (* 1988), maledivischer Fußballspieler

### Fask
- Faske, Ziva-Marie (* 2008), deutsche Schauspielerin
- Faško, Michal (* 1994), slowakischer Fußballspieler
- Faško-Rudáš, Martin (* 2000), slowakischer Eishockeyspieler

### Fasm
- Fasma (* 1996), italienischer Rapper

### Fasn
- Fasnacht, Alfred (* 1945), Schweizer Bibliothekar und Heimatforscher
- Fasnacht, Heide (* 1951), US-amerikanische Künstlerin
- Fasnacht, Monika (* 1964), Schweizer Moderatorin

### Faso
- Faso (* 1988), deutscher Popmusiker und Songwriter
- Faso, John (* 1952), US-amerikanischer Politiker
- Fasoi, Varvara (* 1991), griechische Radrennfahrerin
- Fasol, Karl Heinz (1927–2018), österreichischer Maschinenbau-Ingenieur und Professor für Regelungstechnik
- Fasol, Peter († 1657), Hofbaumeister und Architekt
- Fasola, Francesco (1898–1988), italienischer Geistlicher, Erzbischof von Messina
- Fasold, Eckhard (1936–2020), deutscher Politiker (SPD), MdL
- Fasold, Frowin (* 1984), deutscher Sportwissenschaftler, Handballspieler und -trainer
- Fasold, Hermann (1813–1880), deutscher Politiker, MdL
- Fasold, Hugo (1933–2017), deutscher Biochemiker
- Fasold, Peter (* 1951), deutscher Provinzialrömischer Archäologe
- Fasold, Sophie (* 1994), US-amerikanische Handballspielerin
- Fasold, Wolfgang (1931–2020), deutscher Akustiker
- Fasoli, Claudio (* 1939), italienischer Jazzmusiker
- Fasoli, Gina (1905–1992), italienische Mittelalterhistorikerin
- Fasolino, Nicolás (1887–1969), Erzbischof von Santa Fe und Kardinal der römisch-katholischen Kirche
- Fasolis, Diego (* 1958), Schweizer Dirigent und Organist
- Fasolo, Bernardino (* 1489), italienischer Maler
- Fasolo, Giovanni Battista (* 1598), italienischer Organist und Komponist des Barock
- Fasolo, Lorenzo (1463–1518), italienischer Maler
- Fasolt, Nikolaus (1921–2014), deutscher Unternehmer, Präsident des Bundesverbands der Deutschen Industrie
- Fasolus, Johannes (1223–1286), mittelalterlicher römischer Rechtsgelehrter
- Fasoula, Mariella (* 1997), griechische Basketballnationalspielerin
- Fasoulas, Panagiotis (* 1963), griechischer Basketballspieler und Politiker

### Fasq
- Fasquel, Jean Jacques († 1866), Nachkomme einer Hugenottenfamilie
- Fasquelle, Louis (1808–1862), US-amerikanischer Romanist und Fremdsprachendidaktiker französischer Herkunft

### Fass
- Fass, Andreas (1889–1951), österreichischer Politiker, Landtagsabgeordneter
- Faß, Dirk (* 1955), deutscher Schriftsteller
- Fass, Helmuth, deutscher Rock- und Fusion-Bassist
- Fass, Volker (* 1952), deutscher Fußballspieler
- Fassari, Antonello (1952–2025), italienischer Schauspieler und Filmregisseur
- Fassassi, Djamal (* 1988), beninischer Fußballspieler
- Faßbach, Paul (1897–1945), deutscher Politiker (NSDAP), MdR und SA-Führer
- Fassbaender, Brigitte (* 1939), deutsche Sängerin und Regisseurin
- Fassbänder, Peter (1869–1920), deutsch-schweizerischer Komponist
- Fassbender, Bardo (* 1963), deutscher Rechtswissenschaftler
- Faßbender, Dieter (* 1935), deutscher Numismatiker und Autor
- Fassbender, Eugen (1854–1923), österreichischer Architekt und Stadtplaner
- Faßbender, Friedrich (1893–1981), deutscher Mediziner
- Faßbender, Günter (1929–2017), deutscher Jurist und Verwaltungsbeamter
- Fassbender, Hans Georg (1920–2015), deutscher Pathologe und Hochschullehrer
- Fassbender, Hedwig (* 1954), deutsche Opernsängerin (Mezzosopran) und Gesangspädagogin
- Faßbender, Heike (* 1963), deutsche Mathematikerin und Hochschullehrerin
- Fassbender, Heinrich (1884–1970), deutscher Physiker und Hochfrequenztechniker
- Fassbender, Heinrich (1899–1971), deutscher Politiker (DNVP, NSDAP, NPD, LDP), MdL, MdB
- Faßbender, Henrika († 1875), deutsche Franziskanerin, Heilige
- Faßbender, Heribert (* 1941), deutscher SportjournalistHeribert Faßbender (* 1941)

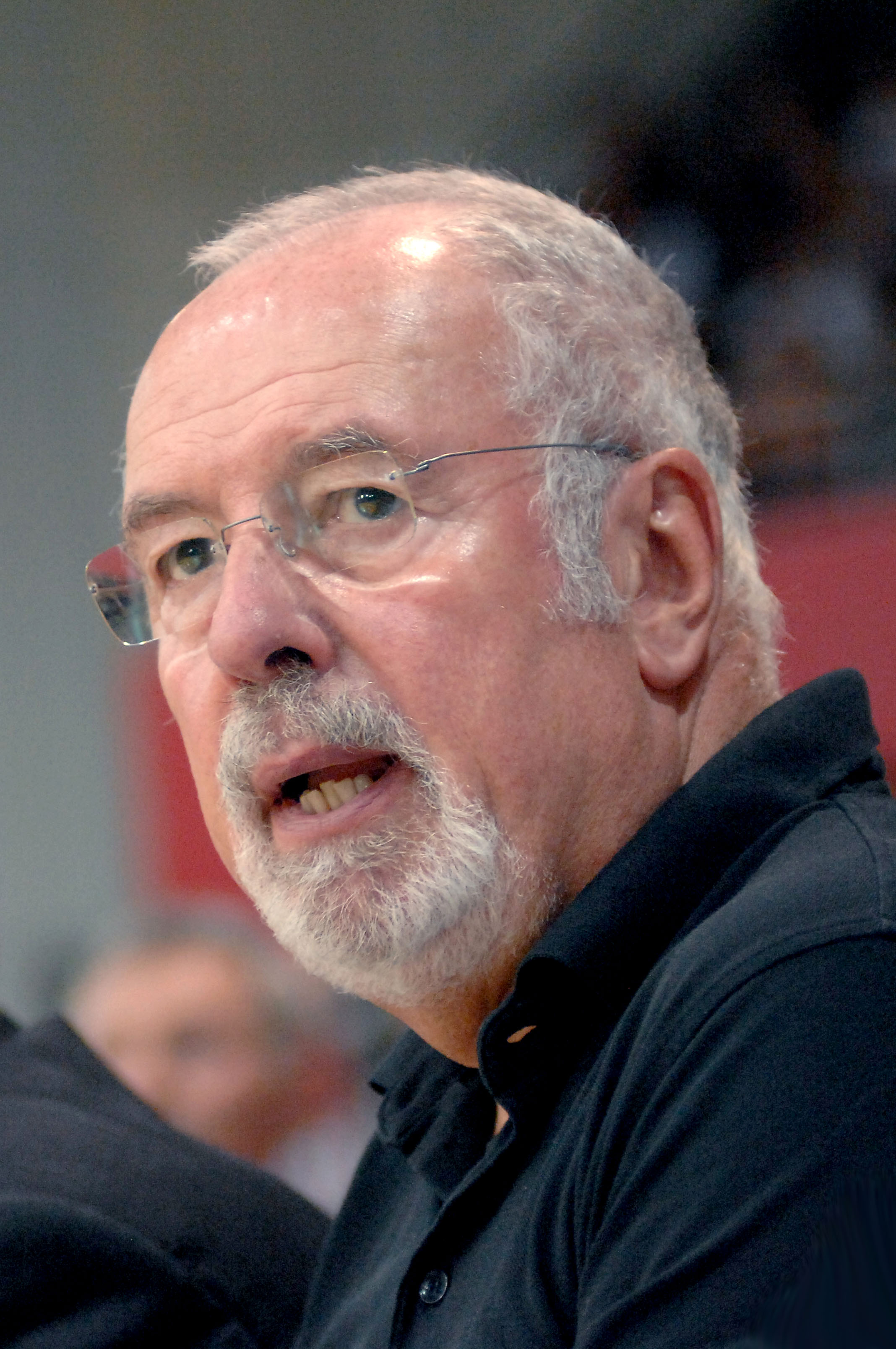
Heribert Faßbender (* 1941)

- Fassbender, Joseph (1903–1974), deutscher Maler und Grafiker
- Faßbender, Jürgen (* 1948), deutscher Tennisspieler
- Faßbender, Karl-Anton (1902–1972), deutscher Geiger und Musikpädagoge
- Faßbender, Kurt (* 1968), deutscher Rechtswissenschaftler
- Faßbender, Lea (* 1986), deutsche Schauspielerin
- Faßbender, Martin (1856–1943), deutscher Hochschullehrer, Publizist und Politiker (Zentrum), MdR
- Faßbender, Max (1868–1934), deutscher Kameramann
- Fassbender, Michael (* 1977), deutsch-irischer SchauspielerMichael Fassbender (* 1977)

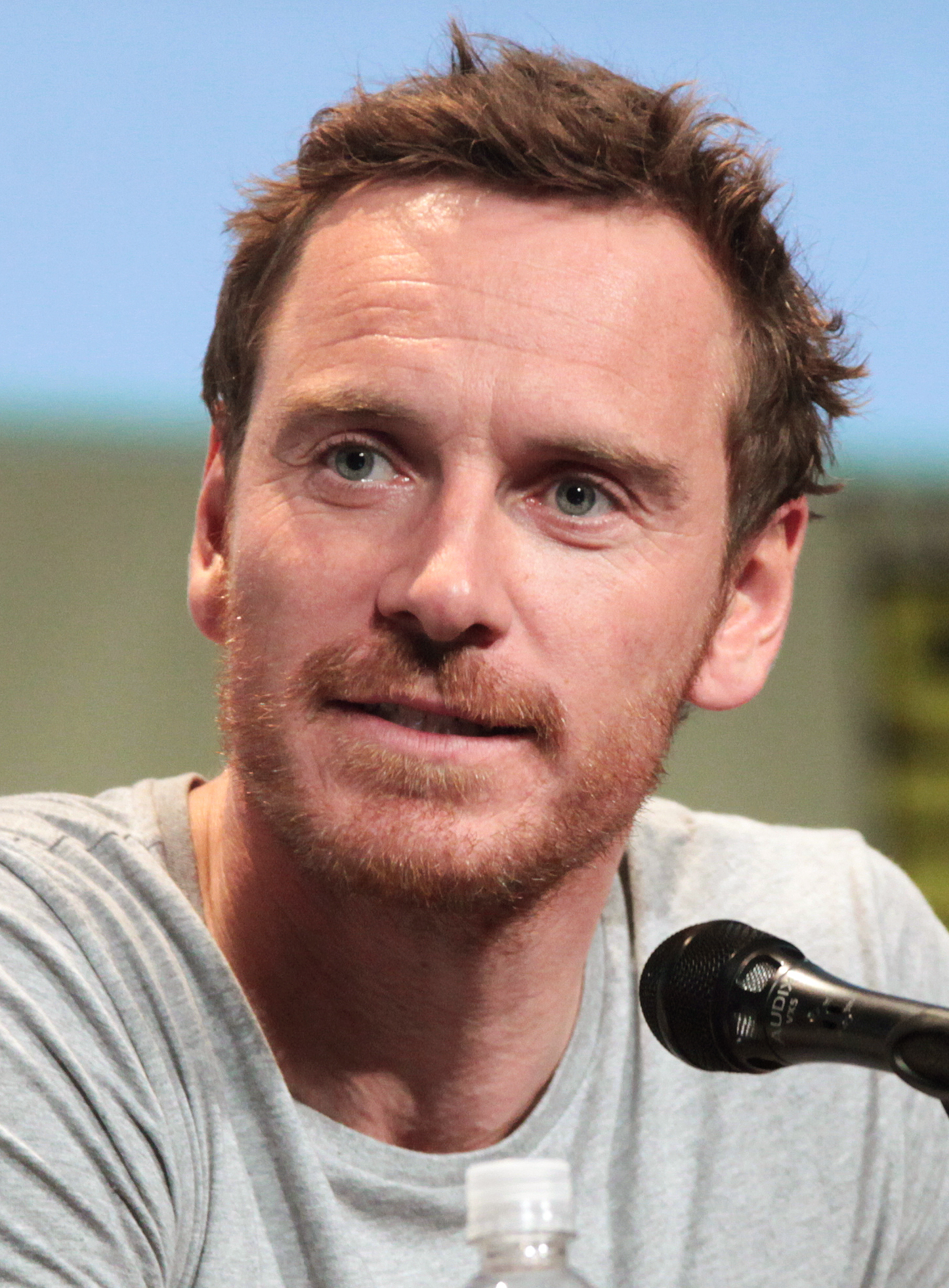
Michael Fassbender (* 1977)

- Faßbender, Miriam (* 1980), deutsche Kamerafrau und Filmemacherin
- Faßbender, Monika (* 1950), deutsche Historikerin
- Faßbender, Morgan (* 1998), deutsch-ghanaischer Fußballspieler
- Faßbender, Paul-Otto (* 1946), deutscher Versicherungsunternehmer
- Faßbender, Walter (1916–1972), deutscher Versicherungsunternehmer
- Faßbender, Wolfgang (* 1968), deutscher Journalist und Buchautor
- Faßbender, Zdenka (1879–1954), tschechisch-deutsche Opernsängerin (Sopran)
- Fassbind, Alfred (* 1949), Schweizer Musiker und Autor
- Fassbind, Erwin (* 1957), Schweizer Bobfahrer
- Fassbind, Franz (1919–2003), Schweizer Schriftsteller, Dramatiker und Journalist
- Fassbind, Fridolin (1821–1893), Schweizer Hotelier und liberaler Politiker
- Fassbind, Marianne (* 1960), Schweizer Fernsehjournalistin
- Fassbinder, Erna (1898–1980), deutsche Schauspielerin und Rundfunksprecherin
- Faßbinder, Franz (1886–1960), deutscher Literaturwissenschaftler, Pädagoge und Schriftsteller
- Fassbinder, Helga (* 1941), deutsch-niederländische Stadtplanerin und Politologin
- Faßbinder, Jörg (* 1954), deutscher Geophysiker und Leiter des Arbeitsbereichs Geophysikalische Prospektion am Bayerischen Landesamt für Denkmalpflege
- Faßbinder, Klara Marie (1890–1974), Aktivistin der deutschen Frauen- und Friedensbewegung
- Fassbinder, Rainer Werner (1945–1982), deutscher Regisseur, Filmproduzent und BühnenautorRainer Werner Fassbinder (1945–1982)

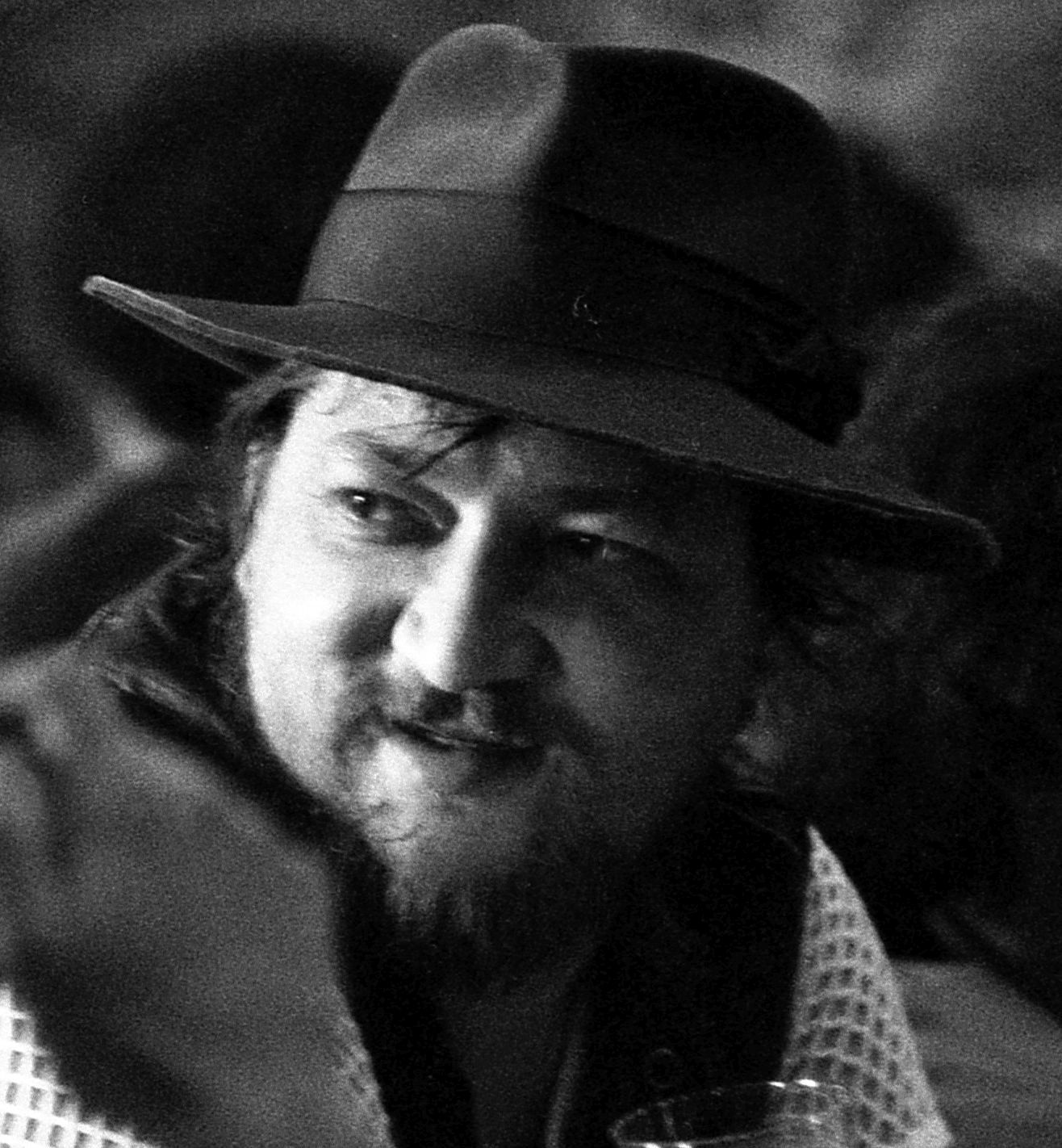
Rainer Werner Fassbinder (1945–1982)

- Fassbinder, Stefan (* 1966), deutscher Historiker und Kommunalpolitiker
- Fassbinder, Wilhelm (1858–1915), deutscher Bildhauer
- Fassbinder, Wilhelm (1887–1946), deutscher Opernsänger (Bassbariton)
- Faße, Annette (* 1947), deutsche Politikerin (SPD), MdB
- Fasse, Dirk (* 1962), deutscher Polizist und Polizeipräsident der Polizei Bremen
- Fasse, Marie-Luise (* 1948), deutsche Politikerin (CDU), MdL
- Fassel, Gerda (1941–2025), österreichische Bildhauerin
- Fassel, Hirsch Baer (1802–1883), Rabbiner
- Fassel, Horst (1942–2017), deutscher Philologe, Literaturhistoriker, Literaturkritiker und Übersetzer
- Fassel, Werner (1910–1992), deutscher SS-Oberscharführer
- Fasselt, Lisa (* 1988), deutsche Seglerin
- Fassemeier, Gustav, deutscher Politiker
- Fasser, Ekkehard (1952–2021), Schweizer Leichtathlet und Bobfahrer
- Fasser, Seyfried, Geistlicher
- Fassett, Jacob Sloat (1853–1924), US-amerikanischer Politiker
- Fassett, Kaffe (* 1937), US-amerikanischer Designer, Mosaik- und Textilkünstler
- Faßhauer, Edeltraud, deutsche Fachärztin und Richterin am Landesverfassungsgericht Sachsen-Anhalt
- Faßhauer, Minna (1875–1949), deutsche Politikerin und Revolutionärin
- Fasshauer, Stephan (* 1973), deutscher Verwaltungsbeamter, Direktor der Deutschen Rentenversicherung Bund
- Fasshauer, Ulrich (* 1973), deutscher Kinderbuchautor
- Fassi, Andrés (* 1962), argentinischer Fußballtrainer
- Fassi, Carlo (1929–1997), italienischer Eiskunstläufer und Trainer
- Fassi, Hatoon al- (* 1964), saudi-arabische Frauenrechtsforscherin und Menschenrechtsaktivistin
- Fassi, Martín (* 1960), argentinischer Geistlicher, römisch-katholischer Bischof in San Martín
- Fassi, Mohamed Reda El (* 1958), marokkanischer Diplomat
- Fassi, Mohammed al- (1952–2002), saudi-arabisch-marokkanischer Geschäftsmann
- Fassi, Nadir El (* 1983), französischer Leichtathlet
- Fassian, Torsten (* 1967), luxemburgischer Judoka
- Fassianos, Alekos (1935–2022), griechischer Maler, Schriftsteller und Dichter
- Fassie, Brenda (1964–2004), südafrikanische PopsängerinBrenda Fassie (1964–2004)

Brenda Fassie (1964–2004)

- Fassin, Bastian (* 1972), deutscher Unternehmer
- Fassin, Didier (* 1955), französischer Arzt, Anthropologe, Soziologe und Hochschullehrer
- Fassin, Robert (1922–2019), französischer Jazzmusiker (Trompete)
- Fassina, Antonio (* 1945), italienischer Rallyefahrer
- Fassino, Piero (* 1949), italienischer Politiker
- Fassinotti, Marco (* 1989), italienischer Hochspringer
- Fassinou, Adélaïde (* 1955), beninische Autorin
- Faßke, Hanka (1935–2002), deutsche Volkskundlerin und Slawistin
- Faßke, Helmut (1932–2024), sorbischer Sprachwissenschaftler
- Fassl, Anton Hermann (1876–1922), deutscher Entomologe, Forschungsreisender und Insektenhändler
- Fassl, Siggi (* 1966), österreichischer Gitarrist
- Fasslabend, Werner (* 1944), österreichischer Jurist und Politiker (ÖVP), Verteidigungsminister, Abgeordneter zum NationalratWerner Fasslabend (* 1944)

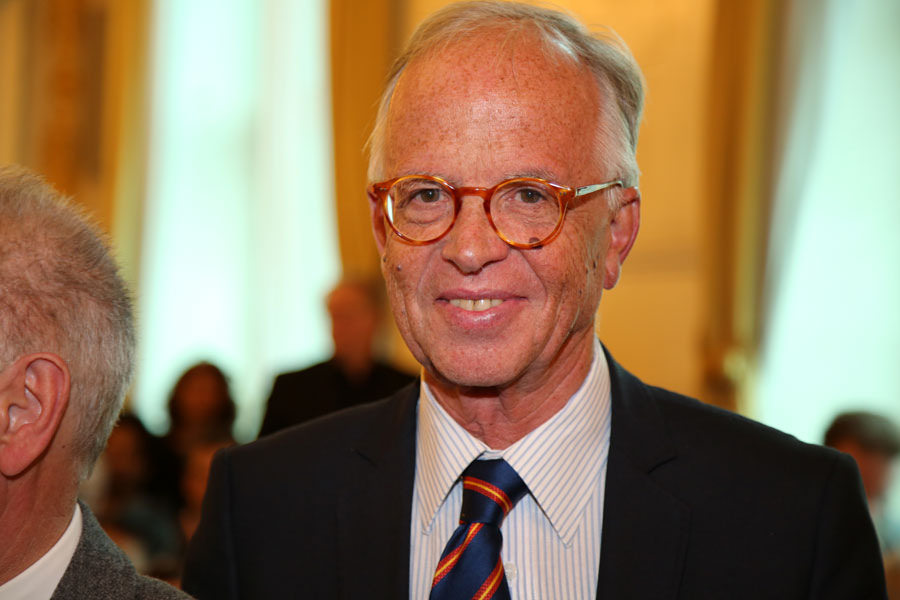
Werner Fasslabend (* 1944)

- Fässlacher, Peter (* 1986), österreichischer Journalist und Fernsehmoderator
- Fässler, Adalbert (1933–2010), Schweizer Kunstmaler und Kunsthandwerker
- Fäßler, Amand (* 1938), deutscher theoretischer Physiker
- Fässler, Antonia (* 1969), Schweizer Politikerin (CVP)
- Fässler, Daniel (* 1960), Schweizer Politiker (CVP), Landammann von Appenzell Innerrhoden
- Fässler, Doris (* 1954), Schweizer Kunsthistorikerin
- Fässler, Fredy (* 1959), Schweizer Politiker (SP)
- Fässler, Hans (* 1954), Schweizer Historiker, Politiker (SP), Kabarettist, politischer Aktivist und Englischlehrer
- Fassler, Hedy (1921–2012), österreichische Operettensängerin und Schauspielerin
- Fäßler, Hieronymus (1823–1903), bedeutender Unternehmer und technischer Pionier bei der Konstruktion von Mähmaschinen und Untergrundbahnen
- Fässler, Hildegard (* 1951), Schweizer Politikerin (SP)
- Fässler, Johannes (1824–1881), Schweizer Lehrer, Kantonsrat, Regierungsrat und Nationalrat
- Fässler, Josef Anton (1796–1875), Schweizer Politiker und Arzt
- Fässler, Josef Anton (1893–1970), österreichischer Politiker (CSP), Landtagsabgeordneter zum Vorarlberger Landtag
- Fässler, Julian (* 1986), österreichischer Politiker (ÖVP), Abgeordneter zum Vorarlberger Landtag, Vizebürgermeister von Dornbirn
- Faßler, Manfred (1949–2021), deutscher Medienwissenschaftler und Kulturanthropologe
- Fässler, Marcel (* 1959), Schweizer Bobfahrer und Olympiasieger
- Fässler, Marcel (* 1976), Schweizer Auto-RennfahrerMarcel Fässler (* 1976)

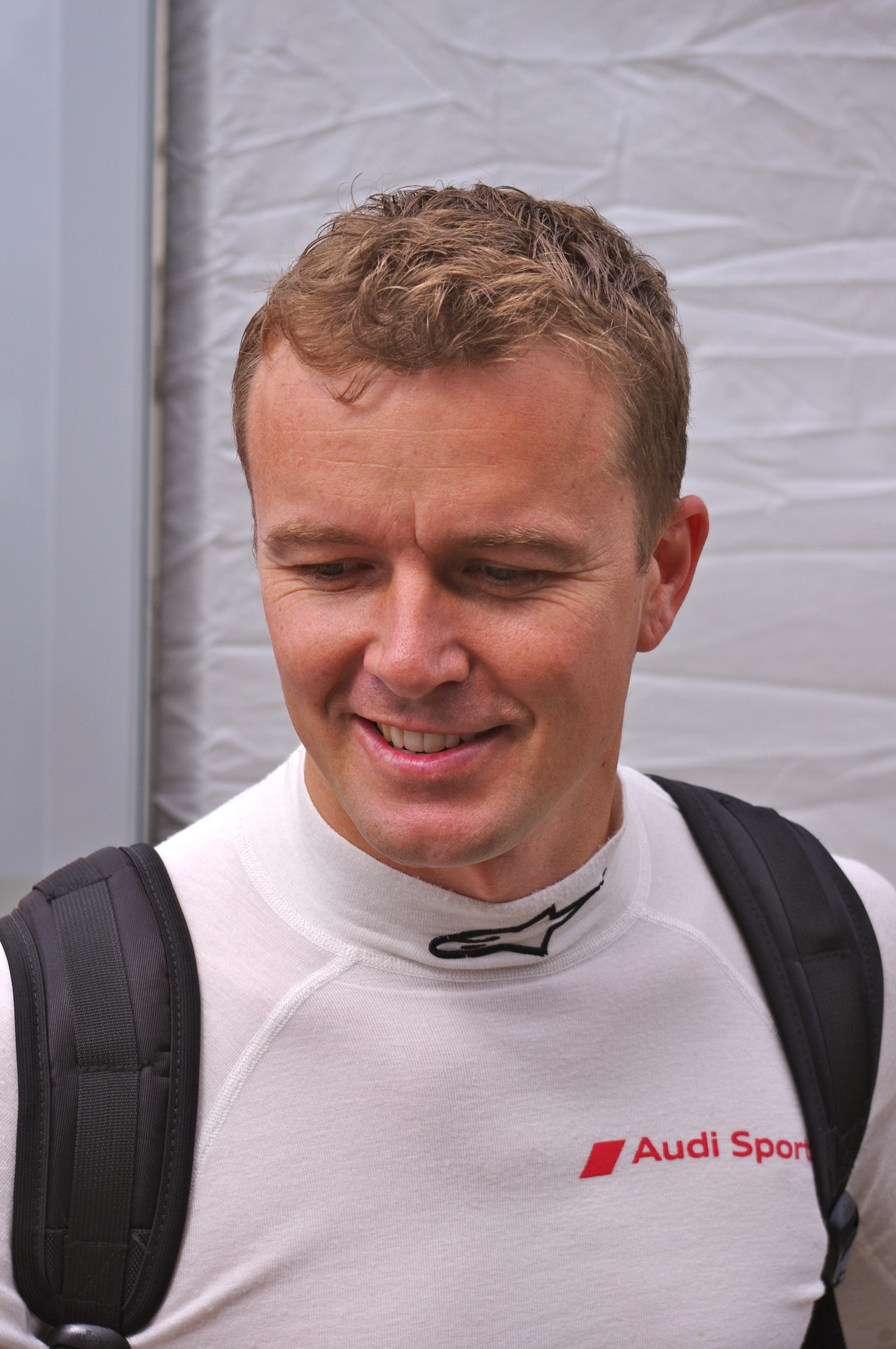
Marcel Fässler (* 1976)

- Fäßler, Markus (* 1980), österreichischer Politiker
- Fässler, Myrtha (* 1968), Schweizer Skilangläuferin
- Fässler, Nicole (* 1995), Schweizer Unihockeyspielerin
- Faßler, Oskar (* 1988), deutscher Basketballspieler
- Fassler, Otto (1904–1990), österreichischer Sänger, Schauspieler und Regisseur
- Fässler, Paul (1901–1983), Schweizer Fussballspieler
- Fäßler, Peter E. (* 1964), deutscher Historiker
- Fässler, Theodor (1931–2009), Schweizer Unternehmer
- Fässler, Thomas (* 1959), deutscher Chemiker
- Fässler, Thomas (* 1984), Schweizer Ordensgeistlicher, Historiker und Lehrer
- Fassler, Wolfgang (1944–1997), österreichischer Opernsänger (Tenor)
- Fässler-Weibel, Peter (1948–2011), Schweizer Paar- und Familientherapeut
- Faßmann, Adam von (1785–1840), deutscher Apotheker und Politiker
- Faßmann, Alix (* 1983), deutsche Journalistin und Buchautorin
- Faßmann, Auguste von (1811–1872), deutsche Opernsängerin (Sopran)
- Faßmann, David († 1744), deutscher Schriftsteller, Historiograph und Publizist
- Faßmann, Franz, böhmischer Orgelbauer auch in der Oberpfalz
- Faßmann, Heinz (* 1955), österreichischer GeographHeinz Faßmann (* 1955)

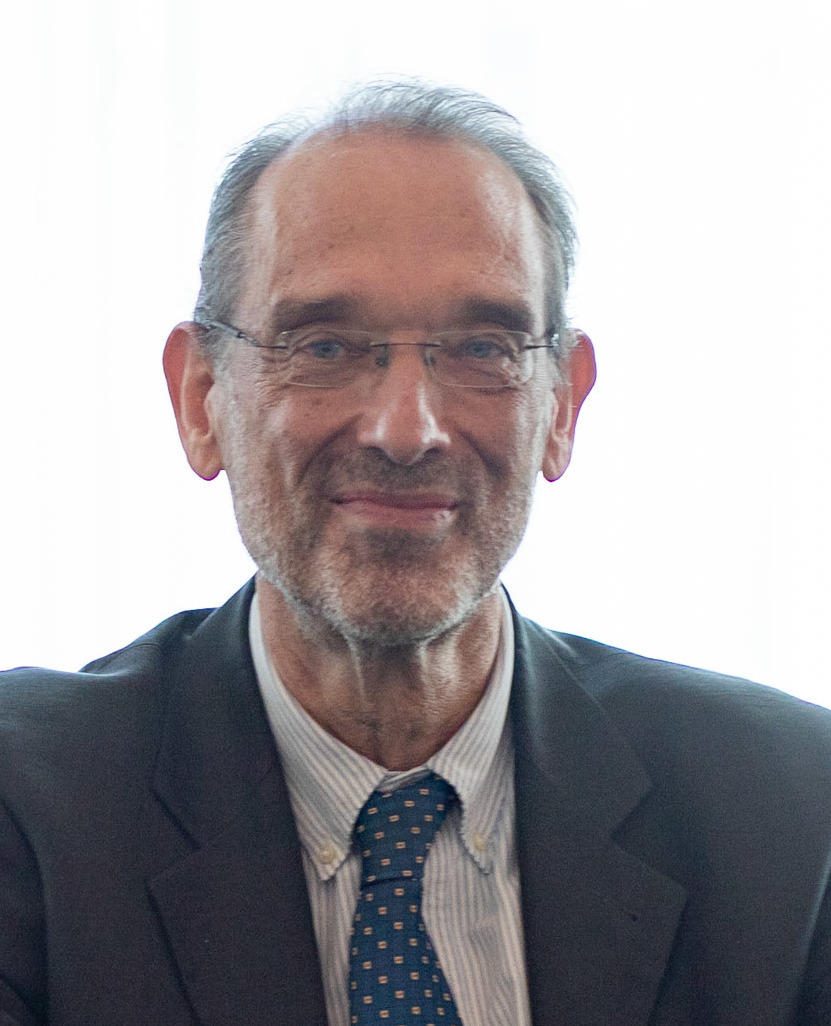
Heinz Faßmann (* 1955)

- Fassmann, Hendrik (* 1949), deutscher Soziologe und Gesundheitswissenschaftler
- Faßmann, Jörg (* 1966), deutscher Geiger und Hochschullehrer für Musik
- Fassnacht, Beate (* 1962), deutsche Bühnen- und Kostümbildnerin, Dramatikerin
- Fassnacht, Christian (* 1993), Schweizer Fußballspieler
- Fassnacht, Hans (* 1950), deutscher Schwimmer
- Fassnacht, Lucas (* 1988), deutscher Autor, literarischer Kabarettist und Moderator
- Fassnacht, Martin (* 1965), deutscher Wirtschaftswissenschaftler
- Faßnacht, Oliver (* 1968), deutscher Kommentator und Moderator
- Faßnacht, Paul (* 1949), deutscher SchauspielerPaul Faßnacht (* 1949)

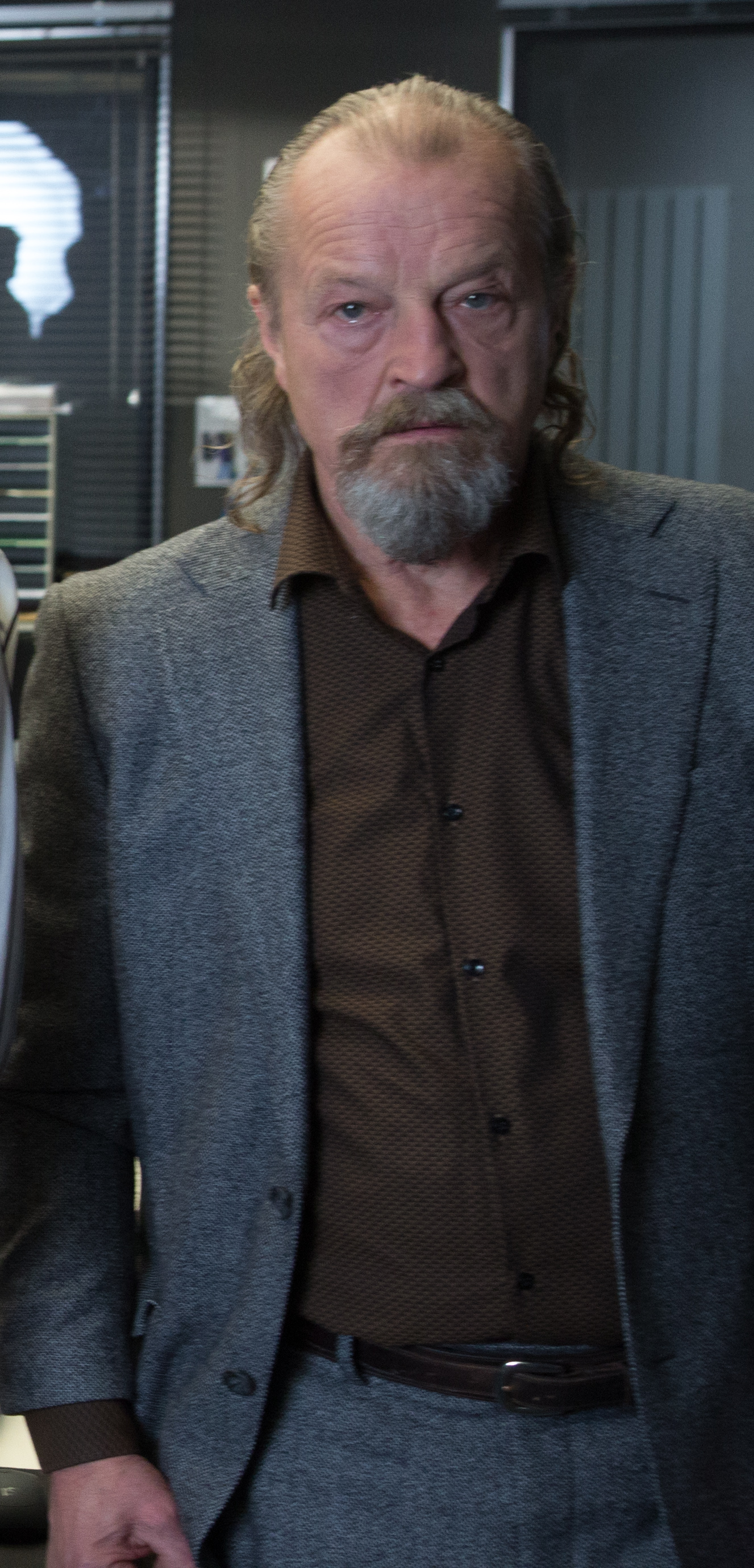
Paul Faßnacht (* 1949)

- Fassnacht, Paul W. (1905–1986), US-amerikanischer Filmtechniker, Erfinder und Manager
- Fassnacht, Pierre (* 1996), deutscher Fußballspieler
- Faßnacht, Rudi (1934–2000), deutscher Fußballspieler und -trainer
- Faßnacht, Ulrich (* 1981), deutscher Schauspieler, Sänger und Synchronsprecher
- Fassnauer, Maria (1879–1917), Frau mit überdurchschnittlicher Körpergröße
- Fasson, Lucas (* 2001), brasilianischer Fußballspieler
- Fasson, Tony (1913–1942), britischer Kapitänleutnant
- Fassone, Marco (* 1964), italienischer Geschäftsmann und Sportmanager
- Fassong, Otto von (1829–1888), preußischer Generalleutnant und Kommandeur der 9. Division
- Fassott, Patrick, deutscher Politiker, Gewichtheber und Sportfunktionär
- Fässy, Johannes (1781–1871), Frankfurter Senator

### Fast
- Fast Forward, deutscher Rapper, Musikproduzent und Gründer des Raplabels Put da needle to da records (PDNTDR)
- Fast, Alexia (* 1992), kanadische SchauspielerinAlexia Fast (* 1992)

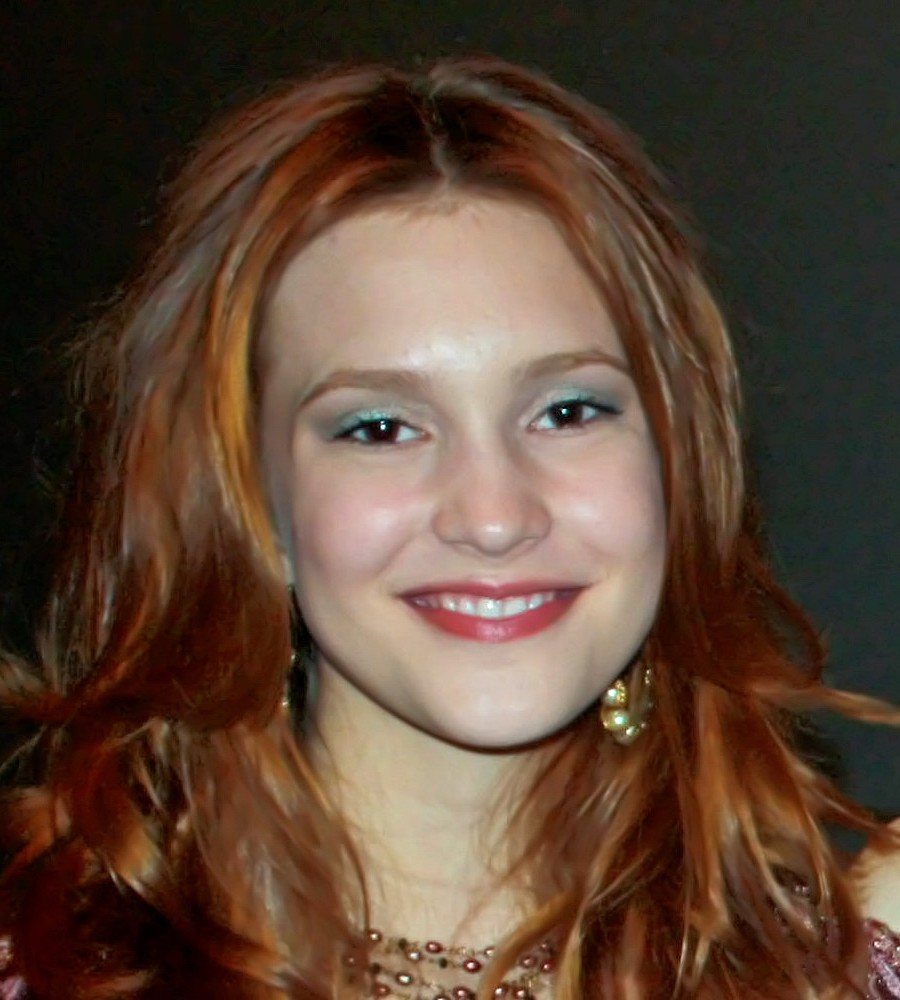
Alexia Fast (* 1992)

- Fast, Barbara G. (* 1953), US-amerikanischer General
- Fast, Boris de (1890–1973), französischer Bühnen- und Filmschauspieler, Drehbuchautor, Filmeditor und Maskenbildner
- Fast, Brad (* 1980), kanadischer Eishockeyspieler
- Fast, Christa (1942–2006), deutsche Schauspielerin
- Fast, Dietrich (* 1985), deutscher Pokerspieler
- Fast, Emelie (* 2004), schwedische Schwimmerin
- Fast, Ernst (1881–1959), schwedischer Leichtathlet
- Fast, Franziska (1925–2003), österreichische Metallarbeiterin, Volksanwältin und Politikerin (SPÖ), Landtagsabgeordnete, Abgeordnete zum Nationalrat
- Fast, Heinold (1929–2015), deutscher mennonitischer Theologe
- Fast, Howard (1914–2003), US-amerikanischer Schriftsteller
- Fast, Jesper (* 1991), schwedischer Eishockeyspieler
- Fast, Larry (* 1951), US-amerikanischer Musiker, Fachrichtung Elektronische Musik
- Fast, Omer (* 1972), israelischer Videokünstler
- Fast, Renata (* 1994), kanadische Eishockeyspielerin
- Fast, Sven-Bernhard (* 1951), schwedischer lutherischer Bischof
- Fast, Victoria (* 1985), deutsche Schauspielerin
- Fasteau, Kali (1947–2020), US-amerikanische Jazzmusikerin
- Fastenau, Eva-Maria (* 1951), deutsche Schauspielerin und Kabarettistin
- Fastenau, Jan (1880–1945), deutscher Kunsthistoriker in Ostfriesland
- Fastenau, Sophie (1872–1949), deutsche Autorin
- Fastenbauer, Raimund (* 1950), österreichischer Sozial- und Wirtschaftswissenschaftler, Generalsekretär des Bundesverbandes der Israelitischen Kultusgemeinden in Österreich
- Fastenbauer, Verena (* 1976), österreichische Badmintonspielerin
- Fastenmeier, Wolfgang (* 1957), deutscher Psychologe
- Fastenrath, Elmar (1934–2021), deutscher katholischer Theologe
- Fastenrath, Johannes (1839–1908), deutscher Jurist und Schriftsteller
- Fastenrath, Rudolf (1856–1925), deutscher Heilpraktiker und Schriftsteller
- Fastenrath, Ulrich (* 1949), deutscher Rechtswissenschaftler
- Fasteraune, Bengt (* 1964), norwegischer Politiker
- Fasth, Niclas (* 1972), schwedischer Golfer
- Fasth, Viktor (* 1982), schwedischer Eishockeytorhüter
- Fastian, Jutta (* 1969), österreichische Theater- und FernsehschauspielerinJutta Fastian (* 1969)
- Fastida, gepidischer König

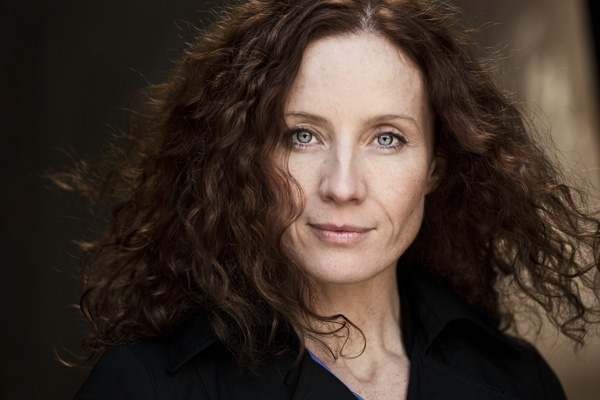
Jutta Fastian (* 1969)

- Fasting, Claus (1746–1791), norwegischer Redakteur, Autor und Kritiker
- Fasting, Ludvig (1789–1863), dänischer Pädagoge, Lehrer, Kinderbuchautor, Übersetzer, Offizier und Inspektor in Grönland
- Fastje, Julius (1873–1944), deutscher Architekt und Immobilienunternehmer
- Fastnacht, Adam (1913–1987), polnischer Historiker und Publizist
- Fastolf, John († 1459), englischer Ritter
- Fastoso, Fernando (* 1975), uruguayischer Wirtschaftswissenschaftler und Hochschullehrer
- Fastovsky, David (* 1954), US-amerikanischer Wirbeltier-Paläontologe
- Fastow, Andrew (* 1961), US-amerikanischer Manager, Chief Financial Officer von Enron
- Fastrada († 794), vierte Ehefrau Karls des Großen
- Fastre, Victor (1890–1914), belgischer Radrennfahrer
- Fastrich, Hanns-Henning (* 1963), deutscher Hockeyspieler
- Fastvold, Mona (* 1986), norwegische Filmschauspielerin, Drehbuchautorin und Filmregisseurin

### Fasu
- Fasuba, Olusoji (* 1984), nigerianischer Sprinter
- Fašungová, Monika (* 1988), slowakische Badmintonspielerin